# Holomelina buchholzi
Holomelina buchholzi är en fjärilsart som beskrevs av Colin W. Wyatt 1963. Holomelina buchholzi ingår i släktet Holomelina och familjen björnspinnare. Inga underarter finns listade i Catalogue of Life.